# سیارک ۲۲۷۹۴
سیارک ۲۲۷۹۴ (به انگلیسی: 22794 Lindsayleona، نامگذاری:1999NH4) بیست و دو هزار و هفتصد و نود و چهارمین سیارک کشف شده‌است که در ۱۳ ژوئیه ۱۹۹۹ کشف شد.
قدر مطلق سیارک برابر ۱۱.۲ است.